# Larissa Saveliev
Larissa Saveliev (in russo Лари́са Саве́льева?; ...) è un'ex ballerina russa del Balletto del Teatro Bolshoi di Mosca e fondatrice e direttrice artistica di Youth America Grand Prix (YAGP), il più grande concorso mondiale per l’assegnazione di borse di studio nell'ambito del balletto classico. È anche produttrice di vari eventi di spettacolo negli Stati Uniti e in tutto il mondo.

## Biografia

### Inizi della carriera
Larissa Saveliev nasce a Mosca nel marzo 1969 in una famiglia di professori universitari.
Si forma presso la Bolshoi Ballet Academy e, dopo la laurea, entra a far parte della Compagnia di Ballo del Teatro Stanislavsky. Diversi anni dopo, si unisce alla Compagnia di Ballo del Teatro Bolshoi, sotto la direzione artistica di Yuri Grigorovich.
Saveliev è emigrata negli Stati Uniti nel 1994. Ha continuato a esibirsi con il Los Angeles Classical Ballet, il New Jersey Ballet e il Tulsa Ballet. Nel frattempo, ha insegnato balletto classico al Robin Horneff Performing Arts Center nel New Jersey. Fu allora che sviluppò l'idea di creare il Youth America Grand Prix..

### Fondazione di YAGP
Nel 1999, insieme a suo marito Gennadi Saveliev (allora solista dell'American Ballet Theater), Larissa Saveliev fondò il Youth America Grand Prix.
YAGP è diventato il primo concorso americano per l’assegnazione di borse di studio di danza classica per studenti. La sua missione non era solo quella di offrire un'opportunità di esibizione ai giovani ballerini di talento, ma anche di creare opportunità educative per la loro ulteriore crescita professionale. Il team di YAGP avrebbe tenuto le audizioni per le semifinali in tutti gli Stati Uniti e nel mondo, avrebbe selezionato i giovani ballerini più promettenti e li avrebbe invitati alle finali annuali di New York. I Direttori delle principali accademie di danza sarebbero stati i membri della giuria, e avrebbero presentato alle loro scuole le borse di studio come premi del concorso.
YAGP è stato il primo concorso a introdurre il concetto secondo il quale uno studente non deve classificarsi al 1º, 2º o 3º posto per ricevere il premio (la borsa di studio). Le borse di studio presso YAGP sono assegnate in base alla valutazione di ogni singolo direttore scolastico del potenziale di uno studente, indipendentemente dalla decisione della giuria. Questo concetto è stato ora ampiamente adottato da molte altre competizioni di danza classica in tutto il mondo.
A partire da gennaio 2017, le principali scuole di balletto del mondo hanno assegnato oltre $ 3 milioni attraverso YAGP come borse di studio a promettenti ballerini; Più di 350 laureati YAGP si sono uniti ai ranghi di 80 delle principali compagnie di danza del mondo.